# Lotti Stokar
Lotti Stokar (* 1955; heimatberechtigt in Zollikon, Küsnacht und Schaffhausen) ist eine Schweizer Politikerin (Grüne).

## Leben
Lotti Stokar schloss 1979 ihr Studium der Rechtswissenschaft an der Universität Zürich ab. Nach einem Auslandaufenthalt in Minneapolis machte sie 1984 das Anwaltspatent des Kantons Zürich. Von 1983 bis 1989 arbeitete sie in einem Anwaltsbüro in Zürich und in Au und anschliessend bis 1992 als juristische Mitarbeiterin im Bereich Raumplanung bei der Metron AG in Brugg. Nach ihrem Umzug von Zumikon in den Kanton Basel-Landschaft eröffnete sie eine Anwaltspraxis in Oberwil. Seit 2000 arbeitet sie zudem als Rechtskonsulentin bei der Stokar und Partner AG in Basel. Von 2004 bis 2005 machte sie ein Nachdiplomstudium Mediation in Wirtschaft, Umwelt und Verwaltung an der Fachhochschule Aargau und arbeitet seither auch als Mediatorin mit dem Schwerpunkt Konfliktmanagement.

## Politik
Lotti Stokar war in der Kindergartenkommission und der Gemeindekommission von Oberwil aktiv. 1997 wurde sie für die Neue Liste Oberwil NLO in den Gemeinderat (Exekutive) von Oberwil gewählt, wo sie bis 2008 die Ressorts Schule und Verkehr betreute. 2008 folgte ihre Wahl zur Gemeindepräsidentin von Oberwil und 2012 wurde sie in stiller Wahl in ihrem Amt bestätigt. Bei den Gemeindewahlen 2016 trat Lotti Stokar nicht mehr an.
Nach dem Rücktritt von Madeleine Göschke-Chiquet rückte Lotti Stokar 2010 für die Grünen in den Landrat des Kantons Basel-Landschaft nach. Sie war von 2010 bis 2011 Mitglied der Volkswirtschafts- und Gesundheitskommission, von 2011 bis 2015 Mitglied der Finanzkommission und von 2012 bis 2015 Mitglied der Petitionskommission. Seit 2015 ist sie Mitglied der Bau- und Planungskommission und Mitglied der Geschäftsprüfungskommission, der sie als Vizepräsidentin vorsteht. Aufgrund der Amtszeitbeschränkung im Baselbieter Landrat wird Lotti Stokar bei den Landratswahlen 2023 nicht mehr antreten.
Lotti Stokar ist Vorstandsmitglied der Grünen Baselland, der Grünen Leimental sowie der IG Südumfahrung Nein. Sie ist Mitglied im Schweizerischen Dachverband Mediation, im Mediationsforum Schweiz FH und im Verein Mediation Region Basel.